# Rio Bălmuș
O Rio Bălmuş é um rio da Romênia afluente do rio Cracăul Negru, localizado no distrito de Neamţ.